# Balti (Volk)
Die ethnisch gemischten Balti (auch: Bhautta) sind eine Bevölkerungsgruppe indoarischer Abstammung.
Sie bewohnen die Region Baltistan im indischen und pakistanischen Kaschmir.

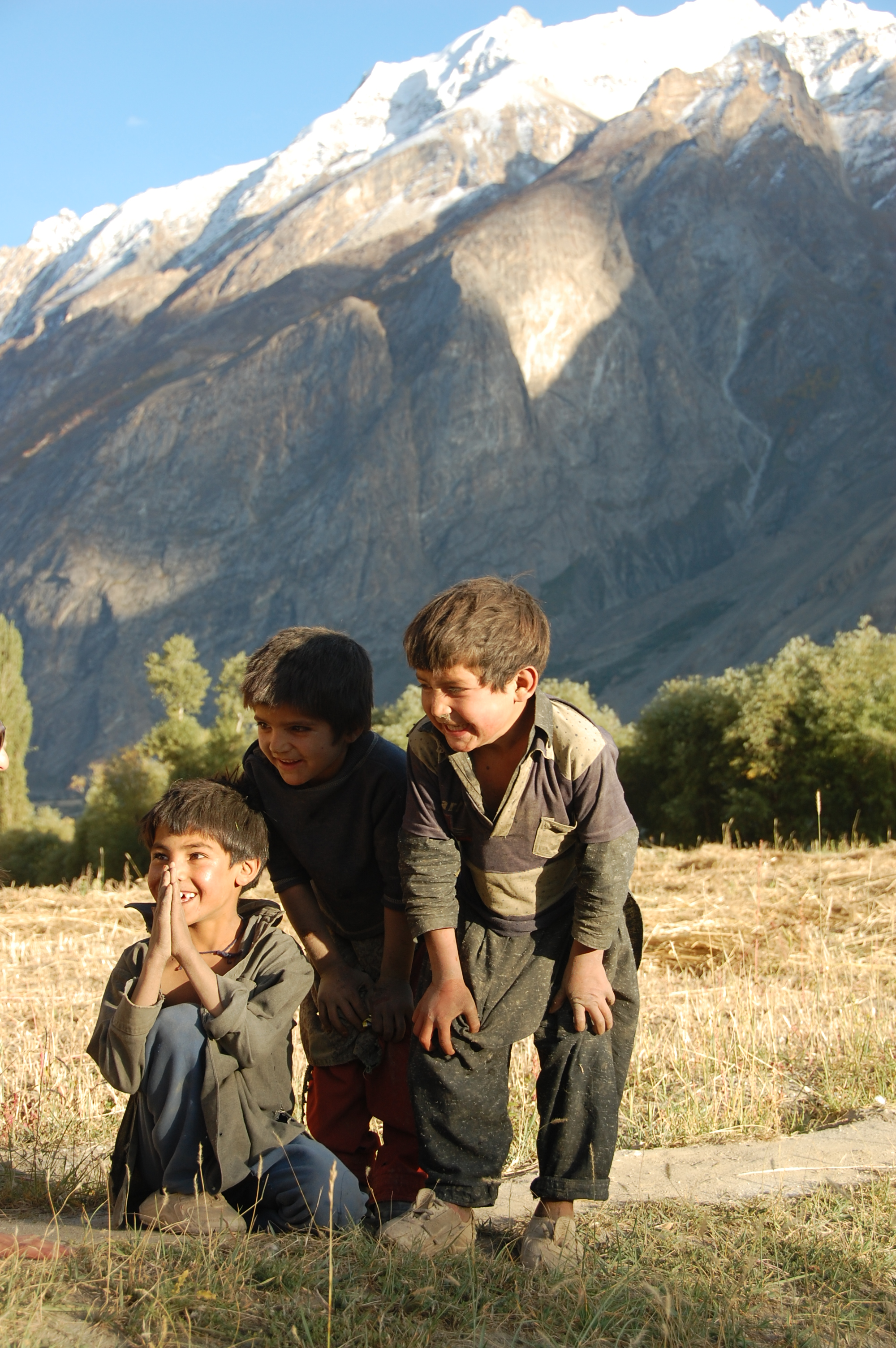
Balti Kinder im Shigar-Tal

## Leben und Lebensraum
Die Balti sprechen Balti, eine tibetanische Sprache, die dem Osttibetischen der Provinz Kham ähnelt.
Das Volk ist in mehrere Sippen aufgeteilt, die sich auf je einen gemeinsamen Ahnen zurückführen lassen.
Die Balti sind Bergbauern, die Gerste und Obst anbauen.
Nebenbei arbeiten sie als Lastenträger für Bergsteigerexpeditionen und verrichten andere Lohnarbeiten.
Manche Baltis führen ein nomadisches Leben und kommen auf ihren Wanderungen bis nach Leh, um dort Handel zu treiben.

## Religion
Die Balti waren Anhänger des Tibetischen Buddhismus und der Bön-Religion.
Ab dem 14. Jahrhundert wurden sie Anhänger des Islam und gehörten zu den Zwölfer-Schiiten.
Als im 16. Jahrhundert die dem Sufismus nahestehende Nurbachschi-Sekte in Kaschmir verfolgt wurde, flohen deren Anhänger nach Baltistan in das Shigar- und Shyok-Tal und brachten ihren Glauben dorthin.
Die Sufis der Nurbachschi-Sekte verstehen sich als Mystiker, die Einflüsse aus Buddhismus und Bön in ihre Religion aufgenommen haben.
Sie wurden sowohl von den Sunniten als auch von den Schiiten verfolgt.
1971 wurde die Gegend um Turtuk, die vorher zu Pakistan gehörte, von Indien erobert.
Hier lebten etwa 2000 Baltis, davon 10 % Wahabis, 50 % Nurbachschis, der Rest vorwiegend Sunniten mit einigen Schiiten darunter.
Die Baltis in der Gegend von Skardu (Hauptstadt von Baltistan, in Pakistan) waren meistens Schiiten oder Ismailiten, Anhänger des Aga Khan.
Aus diesen nationalen und religiösen Differenzen folgten innerhalb des Volkes der Balti heftige Spannungen.
Es gab mehrere pakistanische aber keine indischen Radiosender, die in baltischer Sprache sendeten.